# Aleksandra Wojtala
Aleksandra Wojtala (ur. 31 sierpnia 2000) – polska koszykarka, występująca na pozycji rozgrywającej, obecnie zawodniczka MB Zagłębia Sosnowiec.

## Osiągnięcia
Stan na 4 stycznia 2023, na podstawie, o ile nie zaznaczono inaczej.

### Drużynowe
Seniorskie
- Wicemistrzyni I ligi (2020)[2]
- 3. miejsce w I lidze (2019)[3]

Młodzieżowe
- Wicemistrzyni Polski juniorek starszych (2020)[4]

### Indywidualne
- MVP grupy B I ligi (2020)[5]
- Zaliczona do I składu:
  - grupy B I ligi (2020)[5]
  - mistrzostw Polski juniorek starszych (2020)[4]

### Reprezentacja
- Mistrzyni Europy U–16 dywizji B (2016)[6]
- Uczestniczka mistrzostw Europy:
  - U–20 (2019 – 7. miejsce)[7]
  - U–18 (2018 – 11. miejsce)[8]